# Bombardeos del monte Kent
Los bombardeos del monte Kent fueron una serie de ataques aéreos de la Fuerza Aérea Sur sobre el monte Kent durante la batalla en este monte sucedida en el marco de la guerra de las Malvinas.

## Bombardeos

### 1 de junio
El Grupo 2 de Bombardeo realizó el primer ataque el 1 de junio de 1982. Incursionó una formación de dos Canberra BMK-62 —uno regresó por fallas— al mando del mayor Jorge Chevalier y armados con tres bombas MK-17 cada uno. Efectuó el ataque a las 04:50 horas (UTC-03:00). Notificado del ataque el Escuadrón Aéreo Naval 800 lanzó un Sea Harrier FRS.1 que disparó un misil sin hacer blanco.

### 4 de junio
Una formación de tres IA-58A Pucará del Grupo 3 de Ataque a cargo del primer teniente Juan Micheloud atacaron tropas y artillería. La incursión fue realizada con cohetes. Uno de los aviones no pudo disparar por fallas técnicas.
Una escuadrilla de cuatro Dagger A (C-432; C-420; C-416 y C-42) del Grupo 6 de Caza, II Escuadrón Piña partió a las 15:00 horas al mando del vicecomodoro Luis Domingo Villar (C-432). Los aviones lanzaron un total de 14 bombas BRP-250 en un bombardeo en picado a las 15:45 horas. Regresaron a la base en el continente a las 16:40 horas. Participaron del ataque el capitán Demierre, 1.er teniente Román, y 1.er teniente Musso.
Dos escuadrillas de tres y dos Canberra al mando de los capitanes Juan Nogueira y Juan Carlos Frejio llevaron a cabo el último bombardeo del día hacia la mediatarde.

### 5 de junio
La primera salida del día —05:30 horas—, de dos bombarderos Canberra al mando del capitán Juan Bertoldi, canceló el ataque tras verse amenazados por misiles. Un segundo par de Canberra regresó antes de disparar por verse amenazados por misiles. Un avión Sea Harrier FRS.1 buscó infructuosamente a los bombarderos argentinos.

### 10 de junio
Una formación de tres IA-58A al mando del primer teniente Juan Micheloud atacó con cohetes y cañones de 20 mm a las 08:00 horas.
A pedido de la Agrupación de Ejército «Puerto Argentino», la FAS envió una formación de Canberra pero la presencia de un buque británico disuadió la incursión frustrando la misión.

### 12-13 de junio
A las 09:15 horas (UTC-03:00) despegaron dos aviones cisterna KC-130H desde la BAM Río Gallegos para el reabastecimiento en vuelo de los aviones de ataque.

### 13-14 de junio
La Fuerza Aérea Argentina lanza su última misión utilizando dos bombarderos Canberra BMK-62 y dos interceptores Mirage IIIEA, atacando por la noche los batallones de paracaidistas británicos ubicados entre Monte Longdon y Furze Bush Pass al parecer con buenos resultados
Las Escuadrillas «Nene» y «Chispa» despegaron desde la BAM San Julián a las 10:35 y 10:41 horas respectivamente. Cada Escuadrilla se componía por cuatro aviones de ataque A-4P Skyhawk del Grupo 5 de Caza. Los pilotos que partieron al mando de los aviones fueron:
Escuadrilla «Nene»
- Guía: capitán Antonio Zelaya.
- Numeral 2: teniente Omar Gelardi.
- Jefe de sección: teniente Luis Cervera.
- Numeral 4: alférez Guillermo Dellepiane.

Escuadrilla «Chispa»
- Guía: capitán Carlos Varela.
- Numeral 2: teniente Mario Roca.
- Jefe de sección: teniente Sergio Mayor.
- Numeral 4: alférez Marcelo Moroni.

El objetivo era el puesto de comando británico que estaba localizado en la ladera noreste del monte Dos Hermanas.
Los A-4P efectuaron el reabastecimiento en vuelo. El capitán Zelaya regresó desde el punto de reabastecimiento por fallas técnicas. La Escuadrilla quedó a cargo del teniente Cervera.
Los aviones ingresaron a la isla Soledad por la península de San Luis. En esos instantes había cuatro patrullas aéreas de combate enemigas sobre Puerto Argentino/Stanley, la bahía de la Maravilla, la bahía Agradable y el estrecho de San Carlos. Los aviones argentinos incursionaron en vuelo a muy baja altura bordeando el relieve del archipiélago.
La Escuadrilla «Chispa» arribó al objetivo primero que la «Nene». Los aviones atacaron de sur a norte lanzando las bombas. En módulos estaban los generales Jeremy Moore y Julian Thompson con sus estados mayores. El ejército de tierra británico respondió con un fuego antiaéreo intenso. Los A-4P también dispararon sus cañones sobre los helicópteros enemigos.
Los A-4P emprendieron el regreso inmediatamente finalizado el bombardeo. En el norte de la bahía San Carlos avistaron una fragata enemiga.
Uno de los A-4 (alférez Guillermo Dellepiane) tuvo inconvenientes producto de una falta de combustible pero fue auxiliado por un avión KC-130H al mando del vicecomodoro Luis Litrenta que lo reabasteció aproximándose a las islas Malvinas.